# Tríptic de l'Anunciació d'Ais
El Tríptic de l'Anunciació d'Ais és un tríptic pintat a l'oli sobre taula datat entre els anys 1443-1445 per a la catedral d'Ais de Provença. Actualment desmuntat en sis plafons dispersos entre tres museus i l'església de la Magdalena d'Ais de Provença. (aquesta darrera temporalment tancada). El tema central del tríptic és l'Anunciació de l'arcàngel Gabriel a Maria.

## Història
La procedència del retaule és ben coneguda gràcies a la seva descripció en un document d'arxiu. Va ser encarregat el 9 de desembre de 1442 dins el testament de Pierre Corpici, un draper d'Ais, proveïdor del rei René d'Anjou, per ser col·locat sobre l'altar de la seva capella a la catedral de Sant Salvador d'Ais de Provença. Va encarregar un retaule amb una predel·la i un àtic a la part alta dels que no hi ha coneixença de la seva realització. El retaule es va acabar per al dia de l'anunciació de 1444 o de 1445. El 1618, el conjunt va ser desplaçat de la capella al baptisteri de la catedral. El 1623, sempre apareixia descrit amb les seves dues ales, però no així el 1679. El 1791, la part central es conservava col·locada al mateix indret original segons l'alcalde de l'època, Alexandre de Fauris de Saint-Vincens, qui ho fa desplaçar a l'església de la Magdalena després de la Revolució Francesa. Aquesta església va ser tancada per raons de seguretat el 2006, i actualment la taula central ha estat traslladada al Museu Estienne de Saint Jean
Es troba el rastre de l'ala esquerra cap a 1900 amb el profeta Isaïes i la Magdalena en el revers però mutilat, havent perdut el seu cercle de columnes i la naturalesa morta de la part superior. Pertanyia llavors a la col·lecció Cook de Richmond. Des de 1909, l'historiador de l'art flamenc Georges Hulin de Loo fa una aproximació a l'Anunciació d'Ais. La Naturalesa morta de llibres està documentada aquell mateix any en una venda a Amsterdam on va ser comprada pel Rijksmuseum. La resta d'elements conservats de l'ala dreta es troben al Museu Boijmans Van Beuningen de Rotterdam
L'ala dreta continua complet, i el seu rastre es troba en una venda a París el març de 1923, el catàleg indicant una procedència d'una residència dels voltants d'Ais de Provença. Va ser llavors comprat pels Museus Reials de Belles Arts de Bèlgica seguint una justa demanda d'Hulin de Loo. El conjunt d'aquests plafons varen ser presentats junts en una exposició per primera vegada el 1929 al museu del Louvre.

## Composició

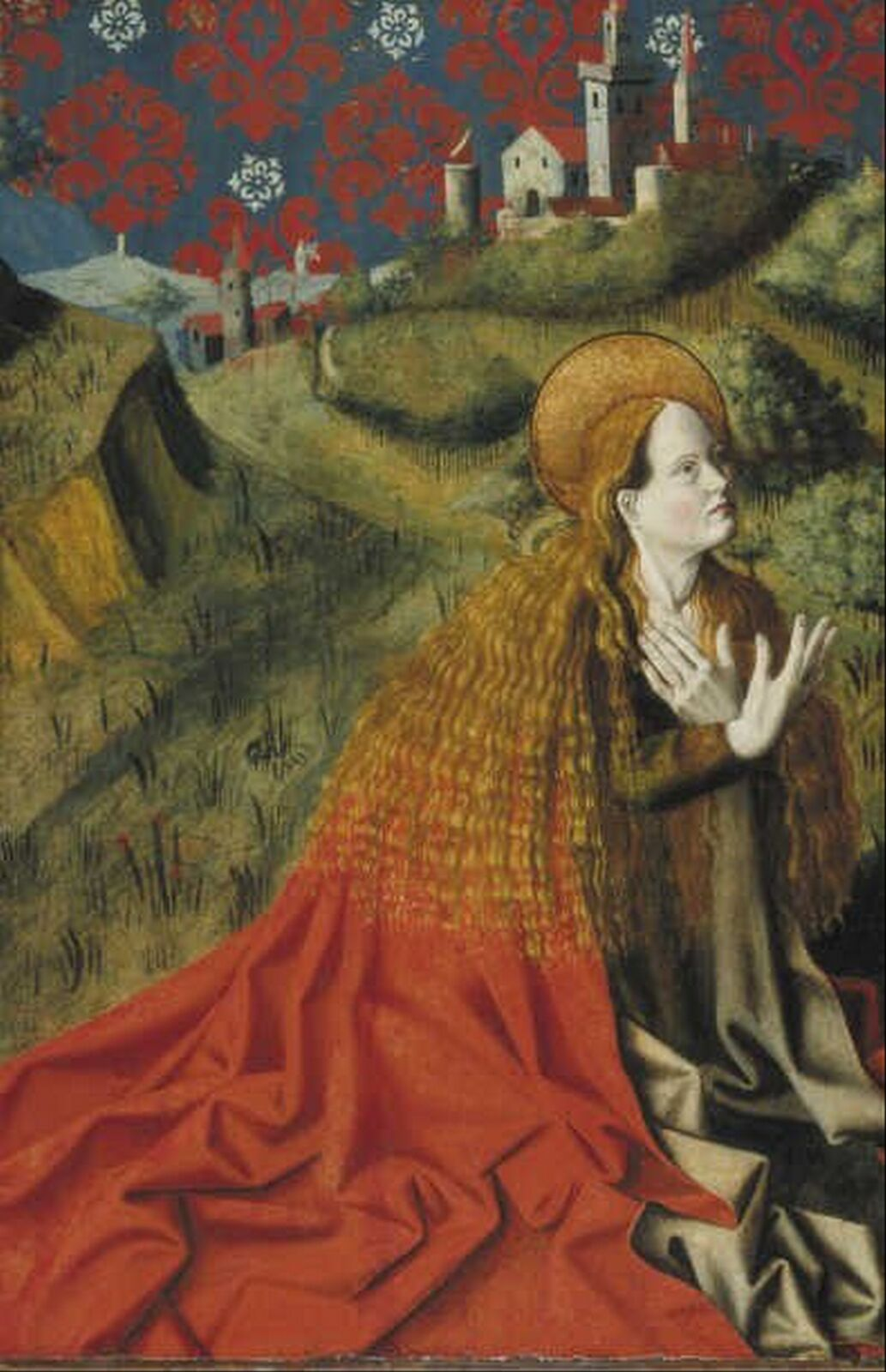
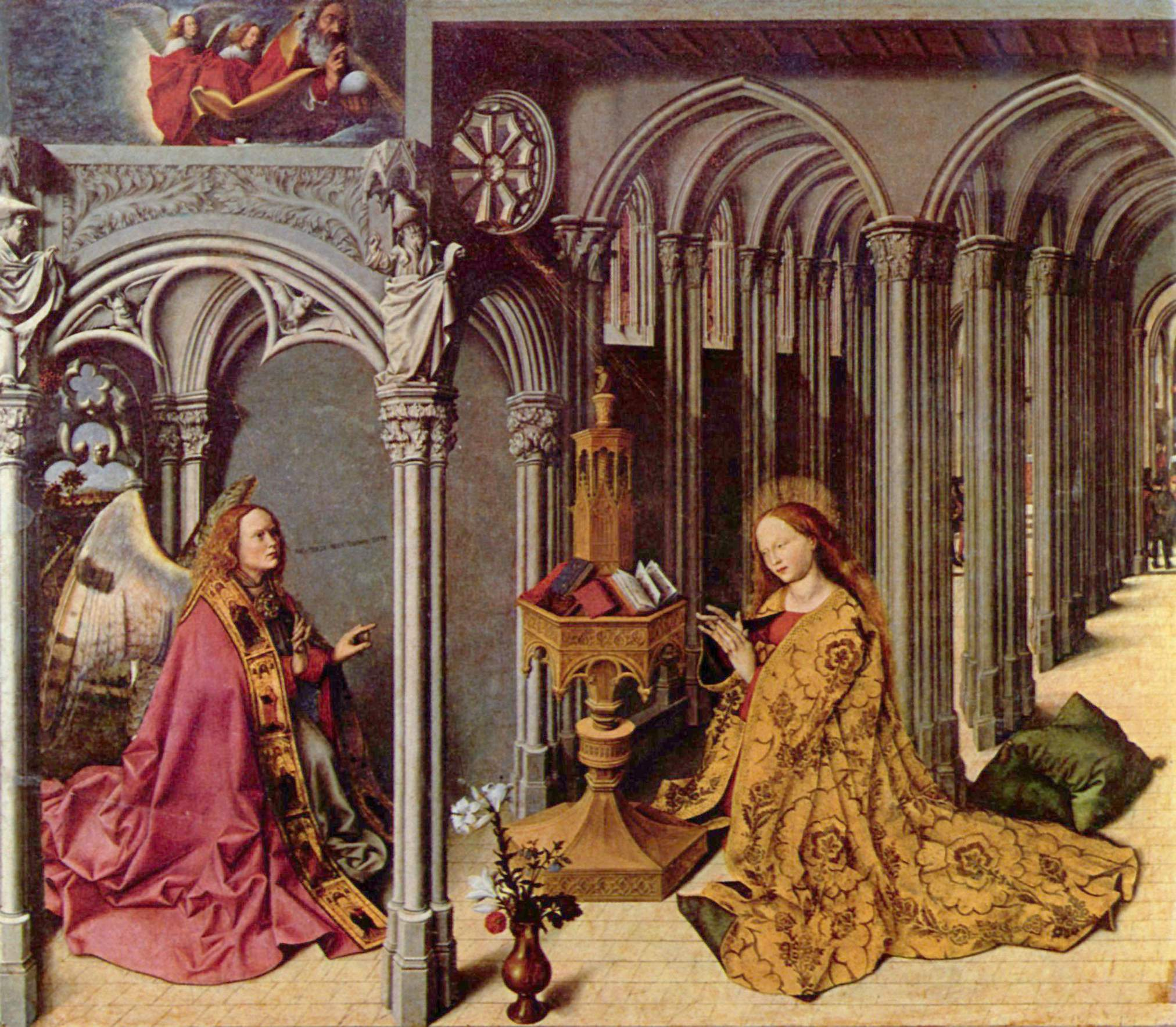
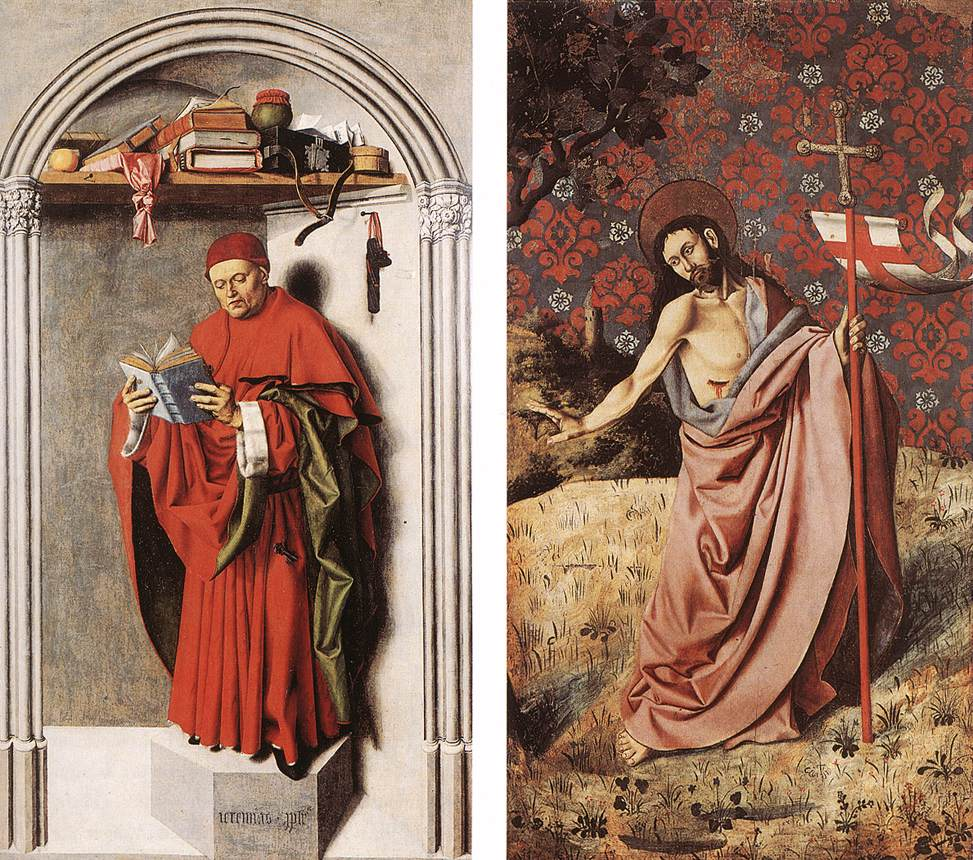

- Part central: L'Anunciació, Església de la Magdalena d'Ais de Provença
- Ala esquerra, part superior: Naturalesa morta de llibres, Rijksmuseum, Amsterdam
- Ala esquerra, part inferior: El Profeta Isaïes, Museu Boijmans Van Beuningen, Rotterdam
- Ala dreta: El Profeta Jeremies, Museu Reial de Belles Arts de Bèlgica, Brussel·les
- Revérs de l'ala esquerra: La Magdalena agenollada, Museu Boijmans Van Beuningen
- Revérs de l'ala dreta: El Crist del Noli em tangere, Museu Reial de Belles Arts, Brussel·les

## Atribució
Després d'algunes atribucions fantasioses a començaments del segle xix, els historiadors de l'art francès identificaven l'autor amb un artista francès, potser de Borgonya, que havia estat a Flandes i era actiu a la Provença. Per contra, alguns altres historiadors flamencs hi veien un artista flamenc que s'hauria instal·lat en el migdia francès. Georges Hulin de Loo hi veu sobretot característiques «eyckianes» en la taula, i encunyà per primera vegada el nom de «Mestre de l'Anunciació d'Ais». Charles Sterling va subscriure aquesta hipòtesi. Des de 1904, el crític belga Hulin de Loo el va vincular amb l'autor del Retrat d'home. Posteriorment, ha estat generalment admès pels historiadors de l'art, com Charles Sterling, Michel Laclotte, Dominique Thiébaut, Nicole Reynaud, que es tracta d'una obra de Barthélemy d'Eyck, pintor actiu a la cort del rei René d'Anjou, originari de la diòcesi de Lieja.